# ماکروداکتیلی
ماکروداکتیلی (به انگلیسی: Macrodactyly) یک بیماری نادر است که در آن انگشتان دست یا پای نوزاد به دلیل رشد بیش از حد استخوان و بافت نرم، به‌طور غیرطبیعی بزرگ هستند. نوزادان با این شرایط به دنیا می‌آیند. معمولاً ماکروداکتلی در یک دست یا یک پا اتفاق می‌افتد، اما انگشت یا انگشت‌های متعدد روی آن دست یا پا تحت تأثیر قرار می‌گیرند. ماکرو دراکتیلی انگشت دست بیشتر از ماکرو دراکتیلی پا است.

## عوامل ایجاد بیماری
علت ماکروداکتلی ناشناخته است. برخی معتقدند که عصب یا خونرسانی غیرطبیعی در انگشتان دست یا انگشت‌ها آسیب دیده باعث ایجاد این بیماری می‌شود. این بیماری ارثی نیست و هیچ کاری مادر در طول بارداری انجام نمی‌دهد. ماکروداکتیلی با سایر موارد مانند ناهنجاری عروقی و نوروفیبروماتوز همراه است.
معمولاً یک بیماری خوش‌خیم است، اما می‌تواند منجر به تغییر شکل پا و دست شود که اغلب بر ظاهر و عملکرد تأثیر می‌گذارد.
ماکروداکتیلی می‌تواند همراه با سایر شرایط و سندرم‌ها باشد، از جمله نوروفیبروماتوز، هامارتومای لیپوفیبروماتوز، شرایط عروقی و کمپلکس اسکلروز توبرو.

## تشخیص
ماکروداکتلی معمولاً در بدو تولد قابل مشاهده است، مگر اینکه نوع پیشرونده ای باشد که ممکن است تا اواخر کودکی، زمانی که انگشتان دست و پا بزرگتر می‌شوند، قابل تشخیص نباشد. برای تأیید نوع ماکروداکتلی و تعیین اینکه چه بافت‌هایی تحت تأثیر قرار گرفته‌اند، ممکن است کودک شما آزمایش‌هایی مانند اشعه ایکس یا MRI انجام دهد.

## درمان

### جراحی
هدف از درمان کمک به انگشتان یا انگشت‌های پا است که می‌توانند هرچه بهتر کار کنند. گاهی اوقات، در موارد خفیف، فقط مشاهده یا کفش اصلاح شده مورد نیاز است. در بیشتر موارد، ماکروداکتلی با جراحی اصلاح می‌شود. غالباً، جراحی پیچیده‌است و شامل چندین روش و برنامه‌ریزی طولانی مدت است.
جراحی می‌تواند پوست اضافی و بافت زیر جلدی را رفع کند تا عرض ارقام آسیب دیده را کاهش دهد.
هنگامی که استخوان‌های دست به طول بزرگسالان می‌رسند.
اپیفیزیودیز نیز ممکن است لازم باشد. در این روش، صفحات رشد استخوانهای دست فرد بسته می‌شود تا از افزایش مداوم طول جلوگیری شود. در تمام موارد شدید پیشرونده، اگر تمام ابزارهای دیگر برای کنترل رشد انگشت(ها) خسته شده‌اند، ممکن است قطع دست جزئی شود. پس از جراحی، دست یا پای آسیب دیده کودک شما با گچ یا آتل بی حرکت می‌شود.

### بدون جراحی
درمان ماکروداکتیلی به شدت وضعیت فرزند شما و همچنین سن و رشد کودک شما بستگی دارد. اگر رشد انگشت یا انگشت‌های پای کودک شما ثابت است، یعنی بدتر هم نمی‌شود و تحرکی در آن ایجاد نمی‌کند، پزشکان ممکن است برای اطمینان از بدتر نشدن وضعیت، مشاهده مداوم را توصیه کنند.